# Michael Damian

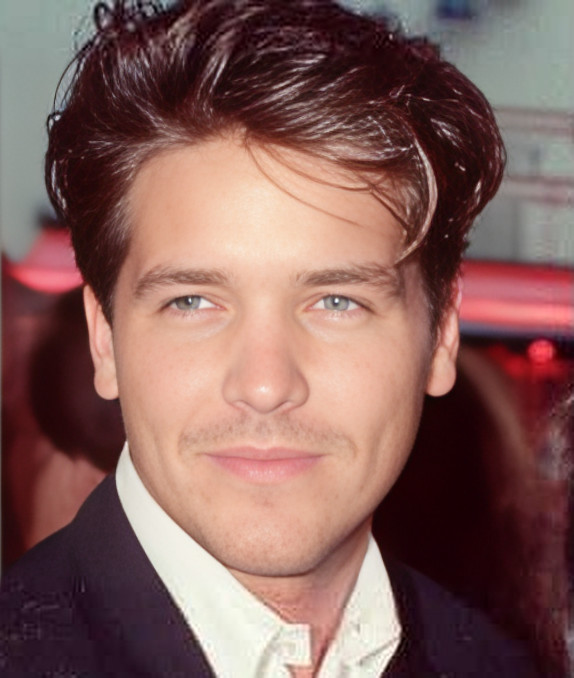
Michael Damian (1990)

Michael Damian (* 26. April 1962 in Bonsall, Kalifornien; eigentlich Michael Damian Weir) ist ein US-amerikanischer Schauspieler, Sänger, Regisseur und Produzent. Seine bekannteste Rolle ist die des Danny Romalotti in der Seifenoper Schatten der Leidenschaft, die er von 1981 bis 1998 und dann in den Jahren 2002, 2003, 2004, 2008, 2012 und 2013 verkörperte.

## Karriere
Damians Musikkarriere begann in seiner Familienformation The Weirz, die in den Jahren 1975 und 1979 zwei Studioalben herausbrachten. Nach einem Auftritt in American Bandstand im Jahr 1981 erhielt er viel Unterstützung für die Veröffentlichung seiner Coverversion der Songs She did it von Eric Carmen, was auch durch sein Image als Danny Romalotti in der Seifenoper Schatten der Leidenschaft begleitet wurde und so auch der Erfolg ausblieb.
Nach zwölf Jahren als Danny Romalotti in Schatten der Leidenschaft bekam er die Hauptrolle des Joseph in Andrew Lloyd Webbers und Tim Rice’ Musical Joseph and the Amazing Technicolor Dreamcoat. Mit der Hauptrolle füllte er die Kassen des Minskoff Theatre in Manhattan.
Musikalisch ein größerer Achtungserfolg war seine Coverversion des David-Essex-Klassikers Rock On, der auch Soundtrack des Filmes Dream a Little Dream ist und die darauffolgenden Auskopplungen dem Erfolg nicht folgen konnten. Sein Debüt als Regisseur gab er 2006 in der Komödie In der Hitze von L.A. Weitere Filme von ihm als Regisseur waren Ein Pferd für Moondance, Flicka 2 – Freunde fürs Leben, Marley & Ich 2 – Der frechste Welpe der Welt, Flicka 3 – Beste Freunde und Eine Prinzessin zu Weihnachten. Im Jahr 2012 führte er auch Regie und schrieb auch das Drehbuch zum Film The Sweeter Side of Life, der am 19. Januar 2012 im Hallmark Channel gezeigt wurde. Weitere Regiearbeiten sowie Tätigkeiten als Produzent folgten.

## Diskografie

### Studioalben
| Jahr | Titel                             | Höchstplatzierung, Gesamtwochen, AuszeichnungChartsChartplatzierungen (Jahr, Titel, Platzierungen, Wochen, Auszeichnungen, Anmerkungen) | Anmerkungen                |
| Jahr | Titel                             | US | Anmerkungen                |
| ---- | --------------------------------- | --- | -------------------------- |
| 1989 | Where Do We Go from Here          | US61 (27 Wo.)US | Erstveröffentlichung: 1989 |
| 1989 | Dream a Little Dream (Soundtrack) | US94 (10 Wo.)US | Erstveröffentlichung: 1989 |

weitere Alben
- 1984: Love is a Mistery
- 1986: Michael Damian
- 1991: Dreams of Summer
- 1993: Reach out to Me
- 1994: Time of the Season
- 2003: Shadows in the Night
- 2005: The Christmas Album
- 2007: Getting So Much Better
- 2009: Rock On

### Singles
| Jahr | Titel Album                                                          | Höchstplatzierung, Gesamtwochen, AuszeichnungChartplatzierungen (Jahr, Titel, Album, Platzierungen, Wochen, Auszeichnungen, Anmerkungen) | Höchstplatzierung, Gesamtwochen, AuszeichnungChartplatzierungen (Jahr, Titel, Album, Platzierungen, Wochen, Auszeichnungen, Anmerkungen) | Anmerkungen                        |
| Jahr | Titel Album                                                          | DE | US | Anmerkungen                        |
| ---- | -------------------------------------------------------------------- | --- | --- | ---------------------------------- |
| 1981 | She Did It                                                           | — | US69 (6 Wo.)US | Erstveröffentlichung: Mai 1981     |
| 1989 | Rock On Where Do We Go from Here / Dream a Little Dream (Soundtrack) | DE45 (9 Wo.)DE | US1 Gold · (21 Wo.)US | Erstveröffentlichung: März 1989    |
| 1989 | Cover Of Love Where Do We Go From Here                               | — | US31 (12 Wo.)US | Erstveröffentlichung: Juni 1989    |
| 1989 | Was It Nothing At All Where Do We Go From Here                       | — | US24 (21 Wo.)US | Erstveröffentlichung: Oktober 1989 |
| 1991 | What A Price To Pay Dreams Of Summer                                 | — | US60 (8 Wo.)US | Erstveröffentlichung: Juni 1991    |

Weitere Singles
- 1984: She’s In A Different World
- 1986: What Are You Looking For
- 1987: Christmas Time Without You
- 1991: Let’s Get Into This (Primal Solution)
- 1992: (There’ll Never Be) Another You
- 1993: Reach Out To Me
- 1994: Time Of The Season
- 1994: Never Walk Away
- 1998: Don't Make Me Wait (Bekletme) (mit Pınar Aylin)
- 2002: Shadows In The Night
- 2009: Rock On (2009)

## Filmografie (Auswahl)
- 1982: Küss mich, Doc
- 1983–2011: Schatten der Leidenschaft (414 Folgen)
- 1985–1986: The Facts of Life (3 Folgen)
- 1989: Michael Damian: Rock On
- 1996: Wettlauf durch die weiße Hölle
- 1999: Ölümün el yazisi
- 1999: Justice – Eine Frage der Gerechtigkeit
- 2001: Red Eye (auch Regie und Drehbuch)
- 2004: No Witness
- 2004: House of Forever
- 2006: In der Hitze von L.A. (Hot Tamale, Regie)
- 2011: Eine Prinzessin zu Weihnachten (auch Produzent, Regie und Drehbuch)
- 2014: Königliche Weihnachten (Drehbuch)
- 2020: Der Weihnachtswalzer (Christmas Waltz, Fernsehfilm, auch Produzent, Regie und Drehbuch)
- 2020: The Pop Culture Show
- 2022: Falling for Christmas (Produktion)
- 2024: Irish Wish (Produktion)